# Михалево (Пельшемское сельское поселение)
Михалево — деревня в Сокольском районе Вологодской области.
Входит в состав Пельшемского сельского поселения, с точки зрения административно-территориального деления — в Пельшемский сельсовет.
Расстояние по автодороге до районного центра Сокола — 35 км, до центра муниципального образования Марковского — 0,5 км.
По данным переписи в 2002 году постоянного населения не было.